# Lee Pei Fen
Lee Pei Fen (28 de junio de 1981) es una deportista malasia que compitió en taekwondo. Ganó una medalla de bronce en los Juegos Asiáticos de 2002 en la categoría de –63 kg.

## Palmarés internacional
| Juegos Asiáticos | Juegos Asiáticos      | Juegos Asiáticos  | Juegos Asiáticos |
| Año              | Lugar                 | Medalla           | Categoría        |
| ---------------- | --------------------- | ----------------- | ---------------- |
| 2002             | Busan (Corea del Sur) | Medalla de bronce | –63 kg           |